# Fahrudin Jusufi
Fahrudin Jusufi (ur. 8 grudnia 1939 w Zlipotoku, zm. 9 sierpnia 2019 w Belgradzie) – jugosłowiański (Gorani) piłkarz, lewy obrońca, trener piłkarski. Srebrny medalista ME 60 oraz mistrz olimpijski z Rzymu.
Najlepszy okres kariery spędził w Partizanie Belgrad, gdzie grał prawie 10 lat (1957–1966). Z Partizanem zdobywał tytuły mistrza Jugosławii (1961, 1962, 1963, 1965). Karierę kończył w RFN, gdzie grał w Eintrachcie Frankfurt (1966–1970) i Germanii Wiesbaden (1970–1972) oraz FC Dornbirn (1972).
W reprezentacji Jugosławii zagrał 55 razy. Debiutował w 1959, ostatni raz zagrał w 1967. Brał udział w MŚ 62 (czwarte miejsce), wystąpił w pięciu spotkaniach turnieju.
Jako trener pracował głównie w RFN (FC Schalke 04, SG Wattenscheid 09, TSV 1860 Monachium). W sezonie 1987–1988 był szkoleniowcem Partizana.